# Obwód Tomaszów Mazowiecki Armii Krajowej
Obwód Tomaszów Mazowiecki – jednostka terytorialna Związku Walki Zbrojnej, a następnie Armii Krajowej. Operowała na terenie powiatu Tomaszów Mazowiecki. Należała do Inspektoratu Piotrków Trybunalski Okręgu Łódź AK.